# تپه آقداش
تپه آقداش مربوط به دوره ساسانیان - دوران‌های تاریخی پس از اسلام است و در شهرستان همدان، بخش مرکزی، روستای آقداش واقع شده و این اثر در تاریخ ۱۰ دی ۱۳۸۱ با شمارهٔ ثبت ۷۰۱۱ به‌عنوان یکی از آثار ملی ایران به ثبت رسیده است.